# Евермен (Техас)
Евермен (англ. Everman) — місто (англ. city) в США, в окрузі Таррант штату Техас. Населення — 6154 особи (2020).

## Географія
Евермен розташований за координатами 32°37′44″ пн. ш. 97°16′58″ зх. д. / 32.62889° пн. ш. 97.28278° зх. д. (32.628856, -97.282842).  За даними Бюро перепису населення США в 2010 році місто мало площу 4,61 км², з яких 4,58 км² — суходіл та 0,03 км² — водойми.

## Демографія
Згідно з переписом 2010 року, у місті мешкало 6108 осіб у 1895 домогосподарствах у складі 1469 родин. Густота населення становила 1324 особи/км².  Було 2003 помешкання (434/км²).
Расовий склад населення:
| - 51,5 % — білих - 27,1 % — чорних або афроамериканців - 0,6 % — азіатів - 0,5 % — корінних американців - 17,8 % — осіб інших рас |

До двох чи більше рас належало 2,6 %. Частка іспаномовних становила 45,5 % від усіх жителів.
За віковим діапазоном населення розподілялося таким чином: 32,4 % — особи молодші 18 років, 58,6 % — особи у віці 18—64 років, 9,0 % — особи у віці 65 років та старші. Медіана віку мешканця становила 31,1 року. На 100 осіб жіночої статі у місті припадало 95,0 чоловіків;  на 100 жінок у віці від 18 років та старших — 91,2 чоловіків також старших 18 років.
Середній дохід на одне домашнє господарство  становив 47 728 доларів США (медіана — 36 977), а середній дохід на одну сім'ю — 51 020 доларів (медіана — 41 341). Медіана доходів становила 37 440 доларів для чоловіків та 30 511 долар для жінок. За межею бідності перебувало 25,1 % осіб, у тому числі 41,0 % дітей у віці до 18 років та 0,4 % осіб у віці 65 років та старших.
Цивільне працевлаштоване населення становило 2611 осіб. Основні галузі зайнятості: освіта, охорона здоров'я та соціальна допомога — 22,6 %, будівництво — 18,0 %, виробництво — 12,1 %, мистецтво, розваги та відпочинок — 10,8 %.